# Olajfényű íbisz
Az olajfényű íbisz (Bostrychia olivacea) a madarak (Aves) osztályának a gödényalakúak (Pelecaniformes) rendjébe, ezen belül az íbiszfélék (Threskiornithidae) családjába és az íbiszformák (Threskiornithinae) alcsaládjába tartozó faj.

## Előfordulása
Kamerun, a Kongói Köztársaság, a Kongói Demokratikus Köztársaság,  Elefántcsontpart, Gabon, Ghána, Kenya, Libéria, Sierra Leone és Tanzánia területén honos.
São Tomé és Príncipe szigeten élő alfaját Bostrychia olivacea bocagei önálló fajjá nyilvánították törpeíbisz (Bostrychia bocagei) néven.

## Alfajai
- Bostrychia olivacea olivacea (Du Bus de Gisignies, 1838) - Sierra Leone, Libéria.
- Bostrychia olivacea cupreipennis (Reichenow, 1903) - Kamerun, Gabon, a Kongói Köztársaság és a Kongói Demokratikus Köztársaság
- Bostrychia olivacea akleyorum (Chapman, 1912) - Kenya és Tanzánia
- Bostrychia olivacea rothschildi